# What a Terrible World, What a Beautiful World
What a Terrible World, What a Beautiful World es el séptimo álbum de estudio de The Decemberists, lanzado el 20 de enero de 2015. El título del álbum proviene de una línea de la canción "17/12/12", una referencia a la fecha del discurso que Barack Obama dio en respuesta a los disparos en la Sandy Hook Elementary School y los sentimientos contrastantes del cantante Colin Meloy entre esa masacre y su feliz vida personal.

## Recepción

### Crítica
"What a Terrible World, What a Beautiful World" recibió en su mayoría críticas positivas. Actualmente tiene un metascore de 77 y una puntuación de usuario de 8.1 en Metacritic. El Boston Globe describió el álbum como uno de los "trabajos más agradables y vivos de la banda en la memoria reciente". El New York Times señaló que "What a Terrible World, What a Beautiful World" "denota una concisión y madurez pop, que se demuestra en 'The King Is Dead'". Jeremy Larson de Pitchfork Media fue un detractor, lamentando al álbum como "excesivo y ambicioso", aunque destacando que los oyentes "empiezan a ver a Meloy más que nunca". Larson también rescató a "Make You Better", declarando que "la banda nunca ha carecido de la buena fe musical para escribir un gran himno".

### Comercial
El álbum debutó en el número 7 en el Billboard 200 en su lanzamiento, vendiendo alrededor de 50.000 copias en los Estados Unidos en su primera semana. También debutó en el número 2 en la lista Top Rock Albums y el primer lugar en la lista Folk Albums, ambas de Billboard.

## Lista de canciones
Todas las canciones compuestas por Colin Maloy.
| N.º | Título                              | Duración |  |
| 1.  | «The Singer Addresses His Audience» | 4:42     |  |
| 2.  | «Cavalry Captain»                   | 3:17     |  |
| 3.  | «Philomena»                         | 3:04     |  |
| 4.  | «Make You Better»                   | 5:07     |  |
| 5.  | «Lake Song»                         | 5:52     |  |
| 6.  | «Till the Water's All Long Gone»    | 5:01     |  |
| 7.  | «The Wrong Year»                    | 3:53     |  |
| 8.  | «Carolina Low»                      | 3:24     |  |
| 9.  | «Better Not Wake the Baby»          | 1:44     |  |
| 10. | «Anti-Summersong»                   | 2:12     |  |
| 11. | «Easy Come, Easy Go»                | 2:22     |  |
| 12. | «Mistral»                           | 3:54     |  |
| 13. | «12/17/12»                          | 3:03     |  |
| 14. | «A Beginning Song»                  | 5:22     |  |

## Músicos
De acuerdo con el booklet de "What a Terrible World, What a Beautiful World".

### The Decemberists
- Colin Meloy – voz, guitarras acústicas y eléctricas, bouzouki, armónica, coros.
- Chris Funk – guitarras acústicas y eléctricas, banjo, bouzouki, mandolina.
- Jenny Conlee – piano, órgano Hammond, vibráfono, acordeón, teclados.
- Nate Query – bajo.
- John Moen – batería, percusión, coros.

### Músicos adicionales

#### Coros
- Rachel Flotard (temas 1, 2, 3, 4, 7, 11, 12, 13, 14)
- Kelly Hogan (temas 2, 3, 9, 10, 12)
- Laura Veirs (tema 5)
- Ragen Fykes (temas 6, 8)
- Moorea Masa (temas 6, 8)
- Coro en "The Singer Addresses His Audience": Kyleen King, Laura Veirs, Allison Hall, Bridgit Jacobson, Carson Ellis, Michael Finn, Jeremy Swatzky, Shelley Short, Steven Watkins, Ritchie Young y Moorea Masa.
- Apoyo al narrador de "Anti-Summersong": Chris Funk, Nate Query, John Moen, Jason Colton y Tucker Martine.

#### Cuerdas y vientos
- Rob Moose – violín.
- Kyleen King – viola.
- Patti King – violín.
- Anna Fritz – chelo.
- Victor Nash – trompeta.

### Producción
- Producido por Tucker Martine con The Decemberists.
- Arreglos de cuerdas de Rob Moose.
- Grabado y mezclado por Tucker Martine.
- Masterizado por Stephen Marcussen.
- Asistencia de grabación por Michael Finn.
- Diseñado por Jeri Heiden y Glen Nakasako para SMOG Design, Inc.
- Ilustraciones de Carson Ellis.
- Fotografía de Autumn de Wilde.